# Kreuzkampf

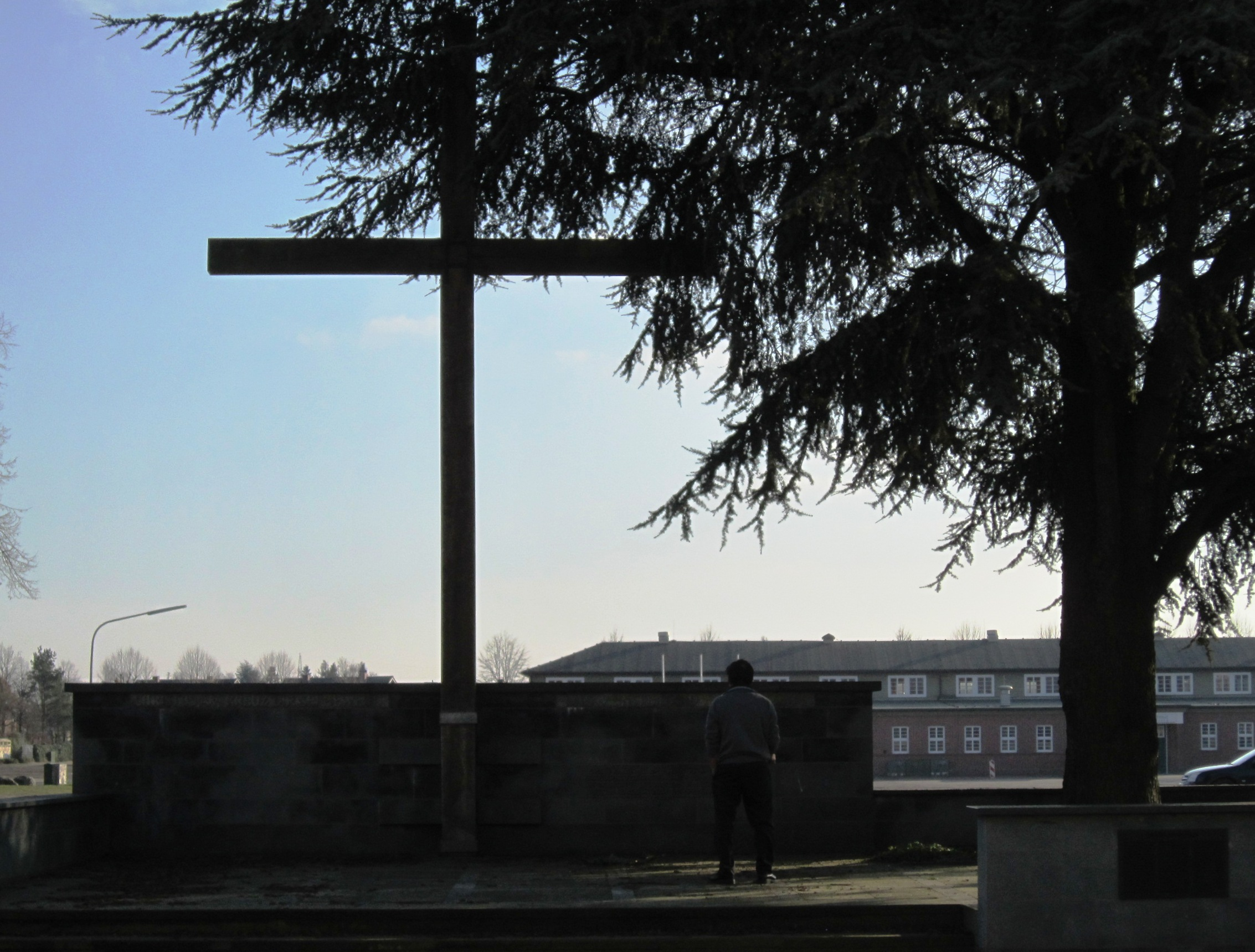
Mémorial des combats pour la croix au marché de Cloppenburg

Le Kreuzkampf ou Combat pour la croix, a eu lieu en 1936 dans l'Oldenburger Münsterland et était une protestation publique catholique contre une mesure prise par le national-socialisme sous le Troisième Reich. Des actions similaires eurent lieu en Bavière en 1941.

## Événements
À la fin de 1936, le ministre des Églises et des écoles d'Oldenburg, Julius Pauly (NSDAP), a publié la directive connue sous le nom de décret sur la croix, qui stipulait que les signes religieux tels que les statues, les images et surtout, les croix, devaient être retirés de tous les bâtiments publics et donc des écoles confessionnelles catholiques. Les symboles religieux ne devraient plus être affichés dans les nouveaux bâtiments.

Le décret était libellé comme suit : 

« Tous les bâtiments publics de l'État, les communautés et les associations communautaires appartiennent au peuple tout entier, quelles que soient les croyances religieuses de chacun de ses membres. Il n’est donc pas permis de consacrer ou de bénir des édifices publics par une église. C’est pour cette raison qu’une attention particulière y est portée.
Les bâtiments administratifs publics de l'État ont toujours été marqués de symboles confessionnels - par ex. Crucifix ou image de Luther. Cela correspond à une nécessité objective, car l’État englobe l’ensemble du peuple allemand. Les mêmes aspects doivent s'appliquer à tous les bâtiments publics. Les bâtiments scolaires de l'État, des communes et des associations communales ne doivent pas être traités différemment. Les bâtiments des écoles primaires ne font pas exception à cette règle, car ils appartiennent à la communauté dans son ensemble et non à une confession religieuse particulière.
En conséquence, nous ordonnons qu'à l'avenir, les signes religieux mentionnés ci-dessus ou similaires ne puissent plus être affichés dans les bâtiments de l'État, des municipalités et des associations communales. Ceux qui existent déjà doivent être supprimés. Un rapport sur ce qui a été fait doit être envoyé avant le 15 décembre de cette année. »

— signé Dr. Pauly
Cela a enflammé la population du Münsterland d'Oldenburg, à dominante catholique. Le 18 novembre 1936, malgré une pluie battante, environ 2 000 anciens soldats du front et environ 1 000 autres pèlerins se sont rassemblés dans l'église Sainte-Marie-Mère des Sept Douleurs à Bethen, un lieu de pèlerinage juste à l'extérieur de Cloppenburg. Les pèlerins venaient principalement du Oldenburger Münsterland, mais aussi de l'Emsland, de Wilhelmshaven, de Brême et d'Oldenburg. L'atmosphère était hautement explosive.
L'aumônier Franz Uptmoor, combattant décoré au front lors de la Première Guerre mondiale, a prononcé un sermon combatif au cours duquel il a appelé à la défense de la croix dans les écoles. Les personnes présentes ont répondu par un tonnerre d'applaudissements et sont résolument retournées dans leurs communautés, où elles ont été encouragées par les sermons militants d'un groupe de prêtres.
Un groupe de résistance s'est formé et a diffusé ses textes par courrier aux différentes paroisses. À partir de ce moment, des lettres de protestation ont été adressées au gouvernement et, trois jours après un pèlerinage, une première délégation se rendit à Oldenbourg pour se plaindre personnellement auprès du ministre Pauly. D'autres délégations ont suivi et le 25 novembre, elles se sont tenues devant le ministère avec 75 voitures.
Finalement, Carl Röver, le Gauleiter d'Oldenburg, fut contraint de retirer partiellement le décret lors d'une réunion à la Münsterlandhalle de Cloppenburg le 25 novembre 1936, qui fut accompagnée de protestations orageuses, et de maintenir la présence des croix dans les écoles.
Toutefois, cette victoire partielle n'a pas suffi aux habitants de l'Oldenbourg-Münsterlander : ils ont exigé que le dogme national-socialiste et la théorie raciale soient retirés de l'enseignement scolaires. Au début, les dirigeants nationaux-socialistes n’osèrent pas agir contre les protestations et les sermons de l’Église catholique. Il y eut d'autres protestations au cours desquelles un gardien de camp nazi a été battu lors d'une manifestation à la Münsterlandhalle, ou encore des SA et des chefs des troupes ont été insultés et se sont vu jeter des pierres.
L'évêque de Münster, Clemens August von Galen, a remercié les catholiques d'Oldenbourg par une lettre pastorale et a déclaré : « ... que leur attitude soit un modèle et un exemple pour tous les chrétiens, bien au-delà des frontières de notre patrie, et surtout pour notre jeunesse ! »,
Le 30 juin 1937, six hommes ayant participé aux combats pour la croix furent arrêtés par la police, dont l'un fut emmené au camp de concentration d'Oranienbourg. Peu de temps après, cinq autres personnes ont été arrêtées et emprisonnées ou déportées.

## Commémoration

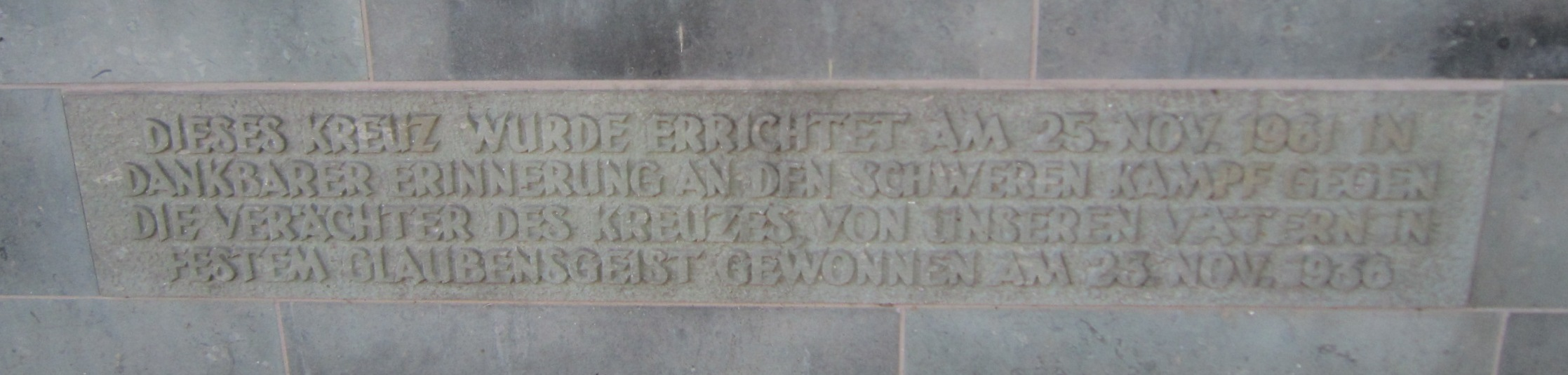
Inscription sur le mémorial de Cloppenburg

Le 25 novembre 1961, un monument en grès avec une haute croix a été érigé sur la place du marché de Cloppenburg pour commémorer le rassemblement de protestation contre le « décret de la Croix ». Tous les deux ans, une « Journée de la confession » a lieu sur le site de pèlerinage de Bethen pour commémorer la bataille pour la Croix.

## Classification historique
La bataille de Croix est l'un des « Grands Contes » (traduction littérale de l'allemand) de l'Oldenbourg-Münsterland. Il est souvent cité comme démonstration de la thèse selon laquelle il existe traditionnellement une loyauté particulièrement résistante entre les catholiques vivant ici et l'Église catholique, qui a conduit l'Oldenbourg-Münsterland à devenir un fief des parti du centre et de la CDU.
En juin 2010, Christian Wulff, alors Premier ministre de Basse-Saxe et candidat à la présidence fédérale, s'est excusé dans une interview pour la déclaration de la ministre CDU des Affaires sociales de Basse-Sax, Aygül Özkan, qui avait déclaré qu'elle était contre les croix dans les salles de classe. Il a expliqué que l'on ne pouvait pas s’attendre à ce que la femme d’origine turque qui a grandi à Hambourg « connaisse toutes les particularités de l’histoire de la Basse-Saxe, par exemple la « bataille pour la croix » dans le pays catholique d’Oldenbourg-Münsterland ».
Joachim Kuropka, professeur émérite d'histoire à l'université de Vechta , souligne que le Kreuzkampf n'avait pas pour objectif principal de protéger les symboles chrétiens, mais bien de protéger les valeurs chrétiennes. Il souligne que les habitants de Goldenstedt se sont mis en grève en 1938 contre la fermeture d'une école confessionnelle catholique et qu'en 1942, les citoyens de Cloppenburg ont résisté avec succès à la déportation des Sinti et des Roms.

## Liens web
- dialogverlag Presse- + Medienservice GmbH : Lettre pastorale sur le « Combat pour la croix d'Oldenbourg ». 27 novembre 1936